# Ангеларије Охридски
Ангеларије Охридски је био ученик и сарадник светих просветитеља Ћирила и Методија у њиховој мисији у Великој Моравској и Панонији. Заједно са светим Клементом и Наумом Охридским, Гораздом и Савом припада групи која са незива петочисленици.

## Биографија
Након Методијеве смрти 885. године, Ангеларије је заједно с Гораздом, Клементом и Наумом био у групи прогоњених словенских свештеника, која је, по налогу франачког бискупа Викинга (чешки), била ухапшена. Након што су ослобођени у (осим Горазда) из затвора, брутално су претучени и под пратњом немачких војника, протерани су из Моравске у Београд.
С великим тешкоћама стигли су до Сирмијума (сада Сремска Митровица) и прешли Дунав у Београд, који је тада био гранична утврда Бугарске. Градски управник Боритаркан, који је знао за жељу равноапостолног бугарског принца Бориса да у Бугарској има словенско свештенство, срдачно их је примио и убрзо превезао у главни град бугарске државе Плиска, где су прогнаници нашли уточиште у племенитим кућама. Ангеларије се настанио у кући бојника Чеслава, али је убрзо умро од последица страдања. Место његовог сахрањивања није познато.